# Sergi Milà
Sergi Milà Herrero (Cerdanyola del Vallès, 8 juni 1982) is een Spaanse voormalig voetballer en huidig voetbaltrainer van Barça Atlètic.

## Biografie
Milà speelde in de jeugdteams van UE Sants en maakte deel uit van de eerste elftalselectie, maar bereikte nooit het professionele niveau.

## Referentie
1. ↑  (es) VAVEL.com, Sergi Milà, el hilo conductor. VAVEL (8 juni 2022). Geraadpleegd op 3 maart 2025.
2. ↑  (es) Sport, 17 años en el banquillo. www.sport.es (20 augustus 2017). Geraadpleegd op 3 maart 2025.

1 Astralaga ·
2 Trilli ·
4 Mbacke ·
5 Domínguez ·
6 Prim ·
7 Alarcón ·
8 Garrido ·
9 Percan ·
10 Unai ·
11 Barberà ·
12 Piera ·
13 Kochen ·
14 Kochen ·
16 Sánchez ·
17 López ·
18 Ureña ·
19 Dacosta ·
20 Fernández ·
21 Darvich ·
23 Olmedo ·
24 Cédric ·
32 Farré ·
39 Soma ·
41 Yaakobishvili ·
Coach: Milà
· Assistent-coach: Clavero